# Seznam současných polských válečných lodí
Seznam současných polských válečných lodí zahrnuje válečné a pomocné lodě sloužící v Polském námořnictvu.

## Plavidla v aktivní službě
| Jméno | Fotografie                        | Typ                        | Třída               | Zařazení do služby | Poznámka                          |
| --- | --------------------------------- | -------------------------- | ------------------- | ------------------ | --------------------------------- |
| ORP Generał Kazimierz Pułaski (272) | ORP Generał Kazimierz Pułaski     | fregata                    | Oliver Hazard Perry | 2000               |                                   |
| ORP Generał Tadeusz Kościuszko (273) | ORP Generał Tadeusz Kościuszko    | fregata                    | Oliver Hazard Perry | 2002               |                                   |
| ORP Kaszub (240) | ORP Kaszub                        | korveta                    | Kaszub              | 1987               |                                   |
| ORP Metalowiec (436) | ORP Metalowiec                    | korveta                    | Projekt 1241.1      | 1988               |                                   |
| ORP Rolnik (437) | ORP Rolnik                        | korveta                    | Projekt 1241.1      | 1989               |                                   |
| ORP Orzeł (291) | ORP Orzeł                         | ponorka                    | Projekt 877E        | 1986               |                                   |
| ORP Sokół (294) | ORP Sokół                         | ponorka                    | Kobben              | 2002               |                                   |
| ORP Sęp (295) | ORP Sęp                           | ponorka                    | Kobben              | 2002               |                                   |
| ORP Bielik (296) | ORP Bielik                        | ponorka                    | Kobben              | 2003               |                                   |
| ORP Kondor (297) | ORP Kondor                        | ponorka                    | Kobben              | 2004               |                                   |
| ORP Orkan (421) | ORP Orkan                         | raketový člun              | Orkan               | 1992               |                                   |
| ORP Piorun (422) | ORP Piorun                        | raketový člun              | Orkan               | 1994               |                                   |
| ORP Grom (423) | ORP Grom                          | raketový člun              | Orkan               | 1995               |                                   |
| ORP Lublin (821) | ORP Lublin                        | výsadková loď minonoska    | Lublin              | 1989               |                                   |
| ORP Gniezno (822) | ORP Gniezno                       | výsadková loď minonoska    | Lublin              | 1990               |                                   |
| ORP Kraków (823) | ORP Kraków                        | výsadková loď minonoska    | Lublin              | 1990               |                                   |
| ORP Poznań (824) | ORP Poznań                        | výsadková loď minonoska    | Lublin              | 1991               |                                   |
| ORP Toruń (825) | ORP Toruń                         | výsadková loď minonoska    | Lublin              | 1991               |                                   |
| ORP Wodnik (251) | ORP Wodnik                        | cvičná loď                 | Wodnik              | 1976               |                                   |
| ORP Iskra (253) | ORP Iskra                         | cvičná loď                 | –                   | 1982               |                                   |
| ORP Flaming (621) | ORP Flaming                       | minolovka                  | Projekt 206FM       | 1966               |                                   |
| ORP Mewa (623) | ORP Mewa                          | minolovka                  | Projekt 206FM       | 1967               |                                   |
| ORP Czajka (624) | ORP Czajka                        | minolovka                  | Projekt 206FM       | 1967               |                                   |
| ORP Gopło (630) | ORP Gopło                         | minolovka                  | Projekt 207DM       | 1982               |                                   |
| ORP Gardno (631) ORP Bukowo (632) ORP Dąbie (633) ORP Jamno (634) ORP Mielno (635) ORP Wicko (636) ORP Resko (637) ORP Sarbsko (638) ORP Necko (639) ORP Nakło (640) ORP Drużno (641) ORP Hańcza (642) | ORP Gopło                         | minolovka                  | Projekt 207P        | 1984–1991          |                                   |
| ORP Mamry (643) ORP Wigry (644) ORP Śniardwy (645) ORP Wdzydze (646) | ORP Wdzydze                       | minolovka                  | Projekt 207M        | 1992–1994          |                                   |
| ORP Kormoran (601) | ORP Kormoran                      | minolovka                  | Třída Kormoran 2    | 2017               |                                   |
| ORP Kontradmirał Xawery Czernicki (511) | ORP Kontradmirał Xawery Czernicki | velitelská loď             | Projekt 890         | 2001               |                                   |
| ORP Bałtyk (Z-1) | ORP Bałtyk                        | tanker                     | Projekt ZP-1200     | 1991               |                                   |
| ORP Piast (281) | ORP Piast                         | záchranná loď              | Projekt 570         | 1974               |                                   |
| ORP Lech (282) | ORP Lech                          | záchranná loď              | Projekt 570         | 1974               |                                   |
| ORP Zbyszko (R-14) | ORP Zbyszko                       | záchranná loď              | Projekt 5002        | 1991               |                                   |
| ORP Maćko (R-15) | ORP Maćko                         | záchranná loď              | Projekt 5002        | 1992               |                                   |
| ORP Heweliusz (265) | ORP Heweliusz                     | hydrografická loď          | Projekt 874         | 1982               |                                   |
| ORP Arctowski (266) | ORP Arctowski                     | hydrografická loď          | Projekt 874         | 1982               |                                   |
| ORP Błyskawica | ORP Błyskawica                    | torpédoborec / muzejní loď | Grom                | 1937               | vyřazen 1969, muzeum od roku 1969 |

## Historická plavidla studené války
| Jméno | Fotografie        | Typ           | Třída          | Zařazení do služby | Poznámka     |
| --- | ----------------- | ------------- | -------------- | ------------------ | ------------ |
| ORP Warszawa ex-Smělyj | ORP Warszawa      | torpédoborec  | Projekt 61MP   | 1988               | vyřazen      |
| ORP Warszawa ex-Spravedlivyj | ORP Warszawa      | torpédoborec  | Projekt 56AE   | 1970               | vyřazen 1986 |
| ORP Wicher ex-Skoryj | Wicher            | torpédoborec  | Projekt 30bis  | 1956               | vyřazen 1975 |
| ORP Grom ex-Sposobnyj | Wicher            | torpédoborec  | Projekt 30bis  | 1957               | vyřazen 1975 |
| ORP Kaszub | Třída M, série XV | ponorka       | třída M        | 1954               | vyřazena     |
| ORP Kujawiak | Třída M, série XV | ponorka       | třída M        | 1955               | vyřazena     |
| ORP Kurp | Třída M, série XV | ponorka       | třída M        | 1955               | vyřazena     |
| ORP Krakowiak | Třída M, série XV | ponorka       | třída M        | 1954               | vyřazena     |
| ORP Mazur | Třída M, série XV | ponorka       | třída M        | 1954               | vyřazena     |
| ORP Ślązak | Třída M, série XV | ponorka       | třída M        | 1954               | vyřazena     |
| ORP Orzeł (292) | Orzeł             | ponorka       | Projekt 613    | 1962               | vyřazena     |
| ORP Sokół (293) |                   | ponorka       | Projekt 613    | 1964               | vyřazena     |
| ORP Kondor (294) |                   | ponorka       | Projekt 613    | 1969               | vyřazena     |
| ORP Bielik (295) |                   | ponorka       | Projekt 613    | 1969               | vyřazena     |
| ORP Wilk |                   | ponorka       | Projekt 641    | 1987               | vyřazena     |
| ORP Dzik |                   | ponorka       | Projekt 641    | 1989               | vyřazena     |
| ORP Hel (421) ORP Gdańsk (422) ORP Gdynia (423) ORP Kołobrzeg (424) ORP Szczecin (425) ORP Elbląg (426) ORP Puck (427) ORP Ustka (428) ORP Oksywie (429) ORP Darłowo (430) ORP Świnoujście (431) ORP Dziwnów (432) ORP Władysławowo (433) | Władysławowo      | raketový člun | Projekt 205    | 60. léta           |              |
| ORP Górnik (434) | Korvety           | korveta       | Projekt 1241.1 |                    |              |
| ORP Hutnik (435) | Korvety           | korveta       | Projekt 1241.1 |                    |              |

## Historická plavidla do druhé světové války
| Jméno                   | Fotografie              | Typ          | Třída    | Zařazení do služby | Poznámka                                 |
| ----------------------- | ----------------------- | ------------ | -------- | ------------------ | ---------------------------------------- |
| ORP Gryf                | ORP Gryf                | minonoska    | –        | 1938               | potopen 3. září 1939                     |
| ORP Grom                | ORP Grom                | torpédoborec | Grom     | 1937               | potopen 4. května 1940 u Narviku         |
| ORP Wicher              | ORP Wicher              | torpédoborec | Wicher   | 1930               | potopen 3. září 1939                     |
| ORP Burza               | ORP Burza               | torpédoborec | Wicher   | 1932               | vyřazen 31. května 1960, sešrotován 1976 |
| ORP Orzeł               | ORP Orzeł               | ponorka      | Orzeł    | 1939               | nevrátil se z bojové plavby              |
| ORP Sęp                 | ORP Sęp                 | ponorka      | Orzeł    | 1939               | vyřazena 1970                            |
| ORP Wilk                | ORP Wilk                | ponorka      | Wilk     | 1931               | vyřazena, sešrotována 1951               |
| ORP Ryś                 | ORP Ryś                 | ponorka      | Wilk     | 1932               | vyřazena, sešrotována 1954               |
| ORP Żbik                | ORP Żbik                | ponorka      | Wilk     | 1932               | vyřazena, sešrotována 1954               |
| ORP Jaskółka            | ORP Mewa a ORP Jaskółka | minolovka    | Jaskółka | 1935               | potopena září 1939                       |
| ORP Rybitwa             | ORP Rybitwa             | minolovka    | Jaskółka | 1935               | vyřazena 1970                            |
| ORP Mewa                | ORP Mewa                | minolovka    | Jaskółka | 1935               | vyřazena 1970                            |
| ORP Czajka              | ORP Czajka              | minolovka    | Jaskółka | 1936               | vyřazena 1970                            |
| ORP Żuraw               | ORP Jaskółka            | minolovka    | Jaskółka | 1939               | vyřazena 1971                            |
| ORP Czapla              | ORP Czapla              | minolovka    | Jaskółka | 1939               | potopena 1939                            |
| ORP Komendant Piłsudski | ORP General Haller      | dělový člun  | Filin    | 1920               | potopen 1939                             |
| ORP General Haller      | ORP General Haller      | dělový člun  | Filin    | 1920               | potopen 1939                             |